# Feinmechanisches Museum Fellenbergmühle

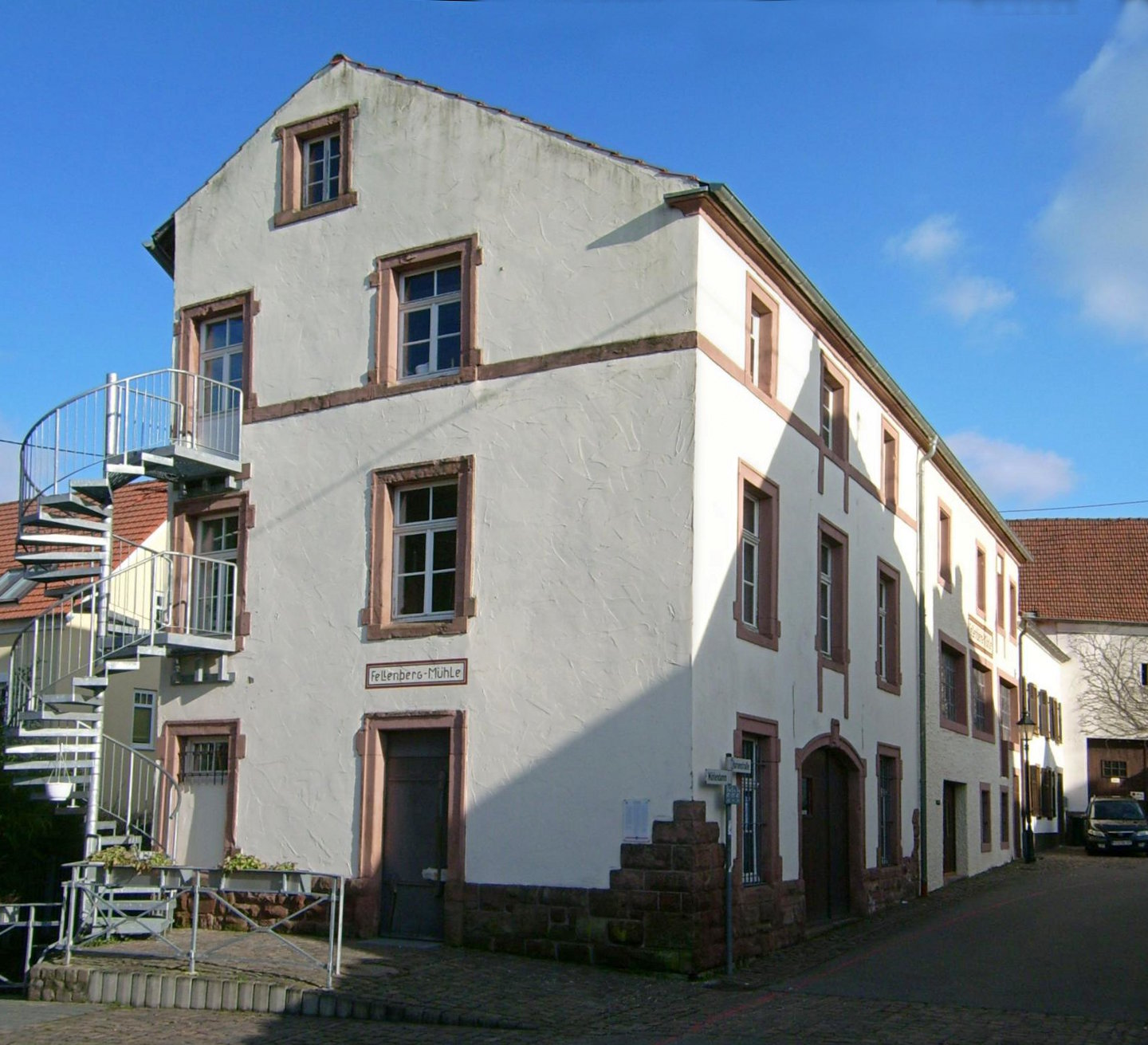
Fellenbergmühle

Das Feinmechanische Museum Fellenbergmühle zeigt hauptsächlich der Trennung dienende Maschinen der Fertigungstechnik. Das wesentliche Merkmal des Museums ist die Konservierung des produktiven Betriebs zum Zeitpunkt seiner Einstellung. Als industriegeschichtliche Momentaufnahme unterscheidet sich die Ausstellung vom häufig verwendeten chronologischen Konzept. Der Betrieb ist für den Besucher nach seiner 1997 erfolgten Restaurierung von der Energieversorgung bis zur Vorführung der Maschinen authentisch nachvollziehbar.

## Geschichte
Der feinmechanische Betrieb in Merzig wurde 1927 von Johann Peter Hartfuß gegründet. Er richtete den Betrieb in einer Mühle ein, in der zuvor Getreide und Öl gemahlen wurde. Die ursprüngliche Mühle wurde 1767 von Romanus Siegele und Mathias Gusenburger am Seffersbach gebaut. Der schnellfließende Bach trieb bis zu 32 Mühlen an. Der feinmechanische Betrieb stellte Maschinen und Werkzeuge für Uhrmacher her. Die Wasserkraft wurde zunächst mittels Wasserrad genutzt. Die Steigerung Effizienz erfolgte 1929 durch Installierung einer Francis-Turbine. Sie konnte zusätzlich zu den Fertigungsmaschinen mittels Transmission einen Gleichstromgenerator antreiben. Eine der erfolgreichen Eigenentwicklungen des Betriebs war die im Jahre 1931 entwickelten und patentierten Trauring Graviermaschine Cardan, mit der sich unter Verwendung von Schablonen Trauringe beschriften ließen. Diese Graviermaschine kann auch heute noch in wenigen Minuten die gewünschten Initialen eingravieren.
Das 1925 von Johann Peter Hartfuß, dem Gründer des feinmechanischen Betriebs in Merzig, konstruierte Uhrwerk trieb 1955 die „Saarlanduhr“ (auch Tomaten-, Obst- oder Blumenuhr genannt) im Merziger Stadtpark an. Das Zifferblatt war aus Äpfeln, Birnen, Tomaten, Bohnen, Erbsen, Mohrrüben und Trauben gestaltet.

## Weitere Nutzung
Im Eingangsbereich des 1997 mit dem saarländischen Denkmalpreis ausgezeichneten und unter Denkmalschutz stehenden Gebäudes befindet sich ein Bistro. Das Dachgeschoss wird für Wechselausstellungen genutzt, steht aber auch für Trauungen zur Verfügung.

Virtueller Rundgang
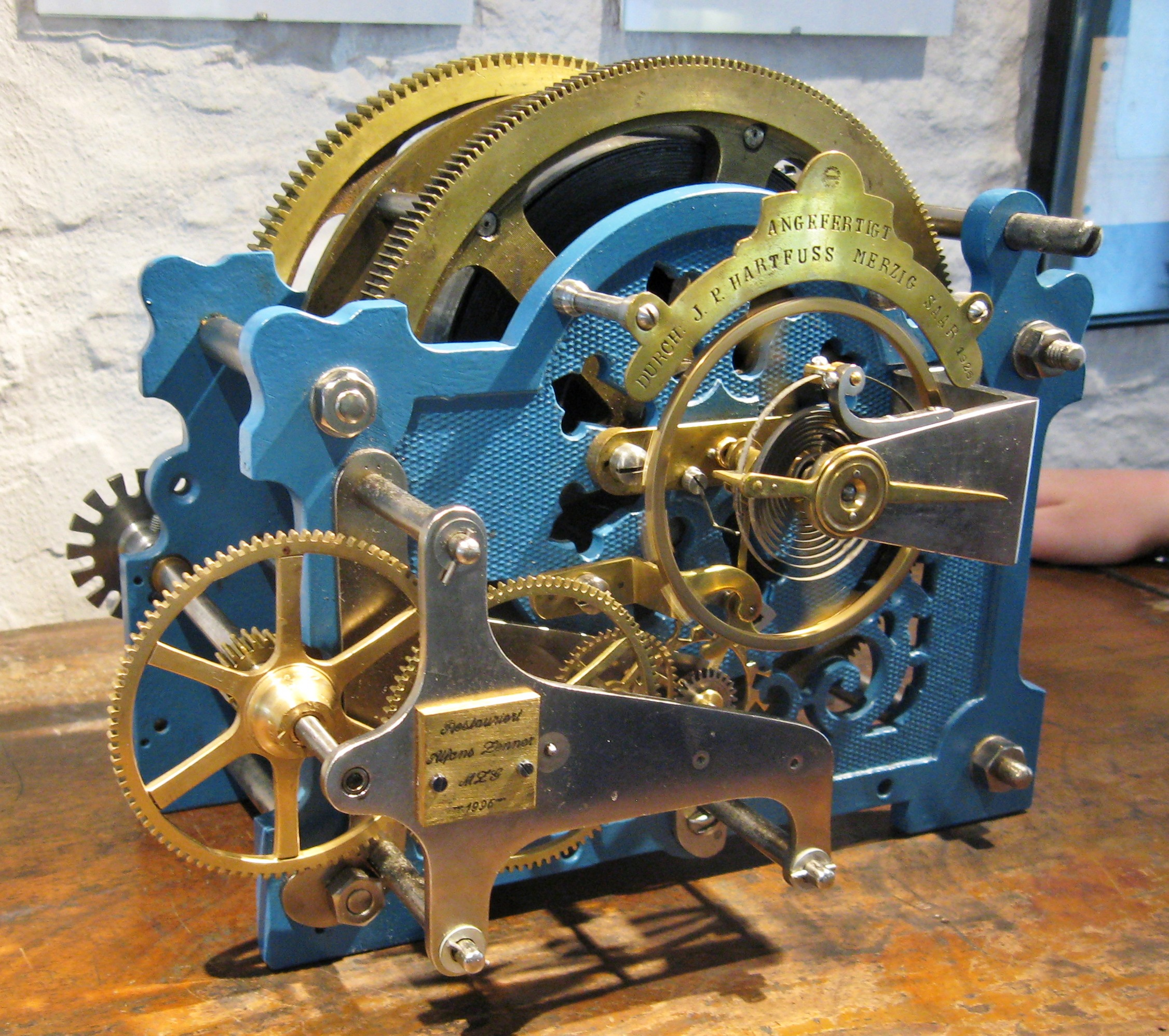
Uhrwerk der „Saarlanduhr“
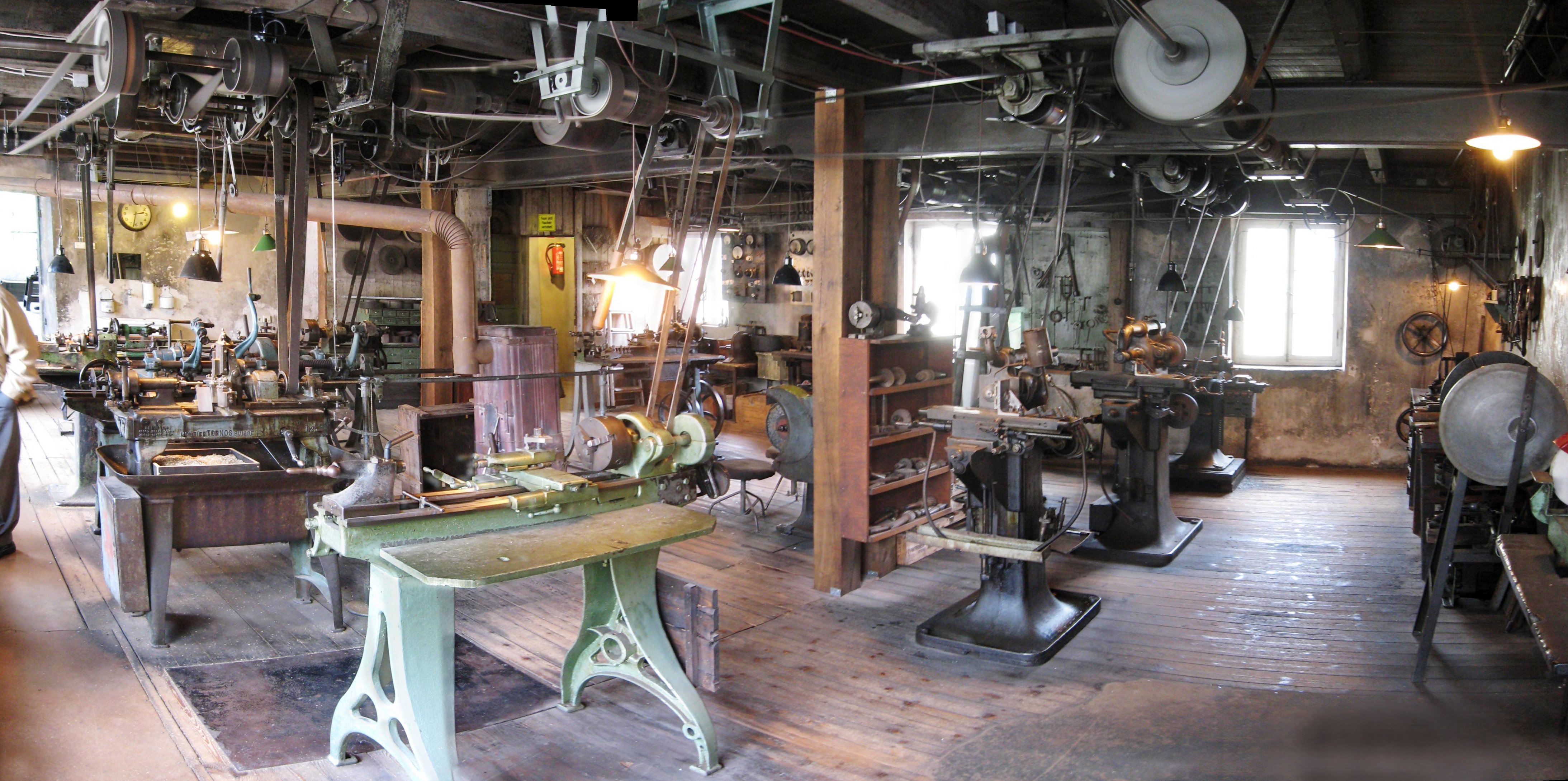
Werkstatt im 1. Stock
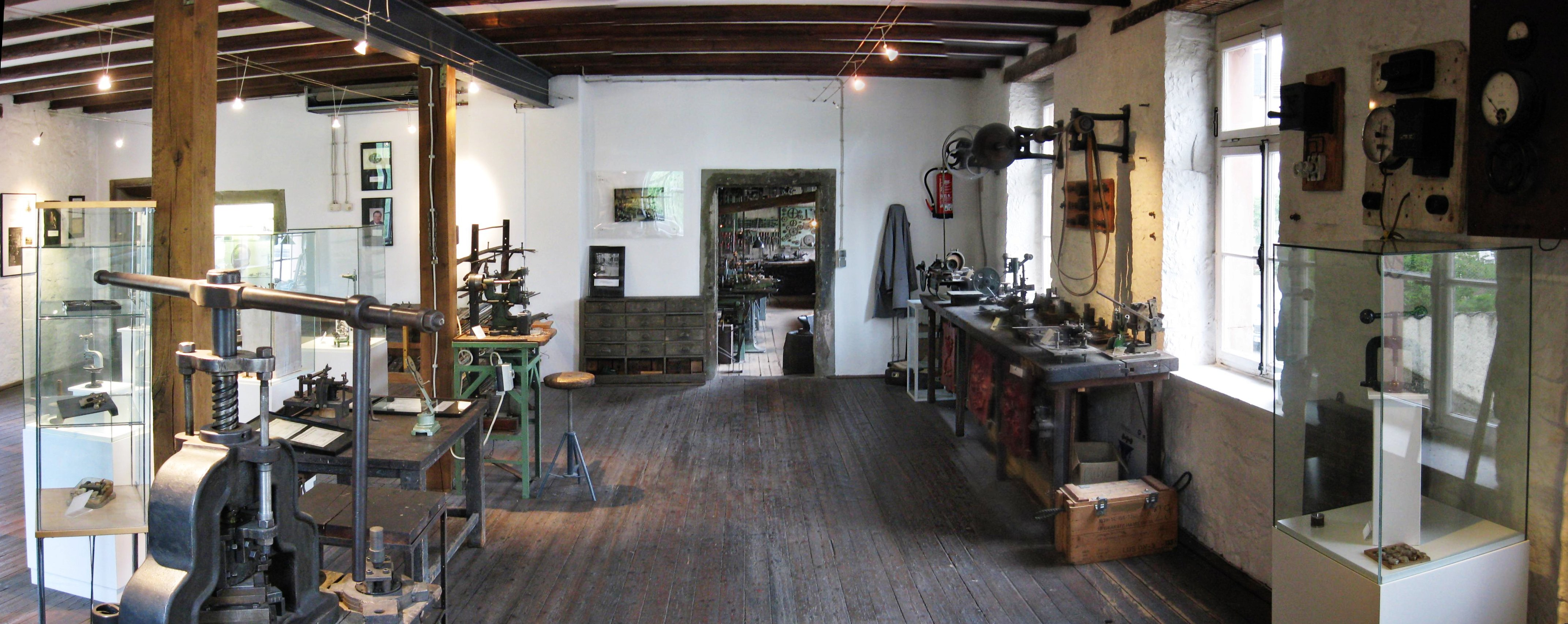
Ausstellung im 1. Stock
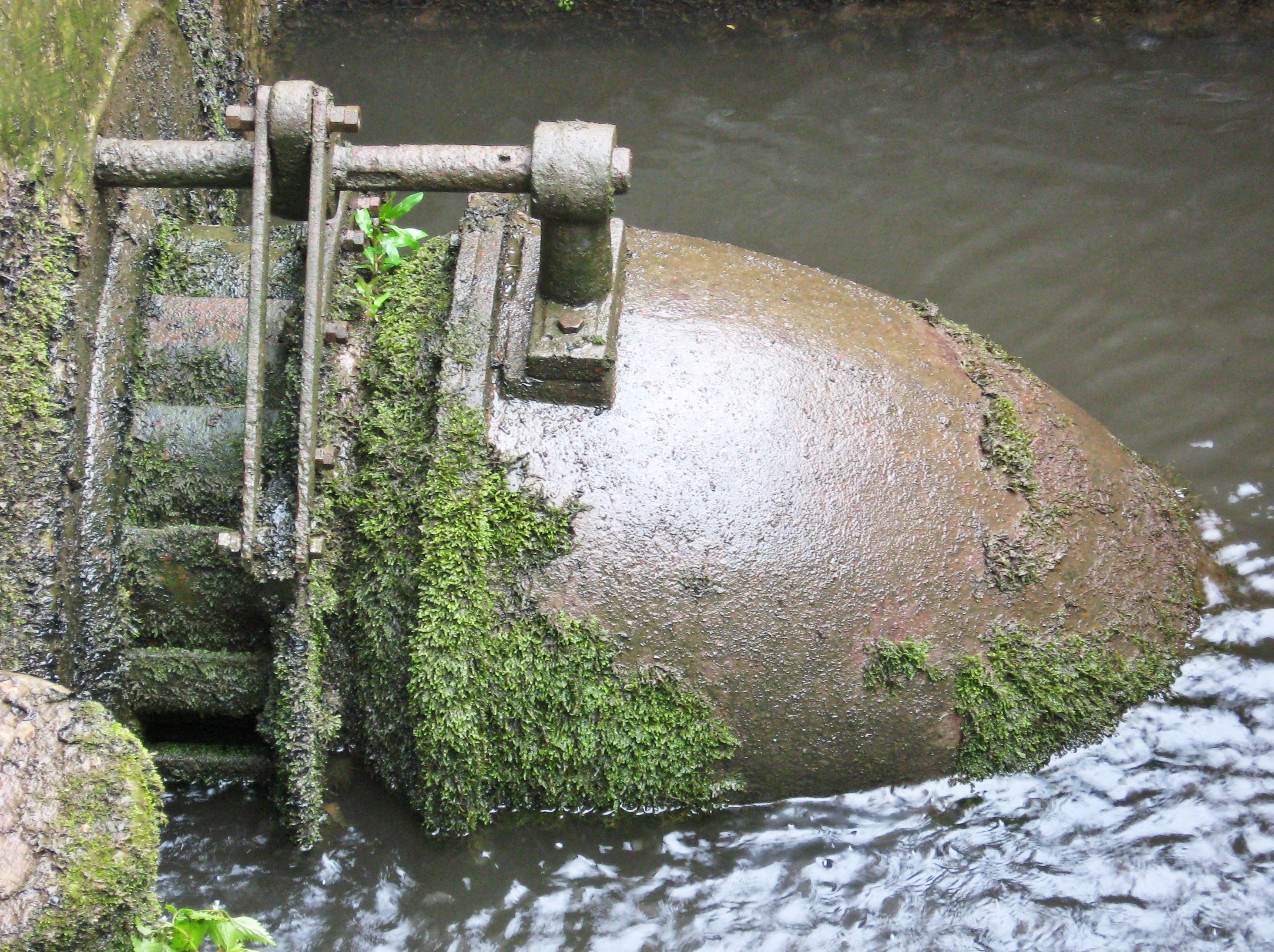
Normalerweise überflutetes Turbinenbecken mit Francis-Turbine
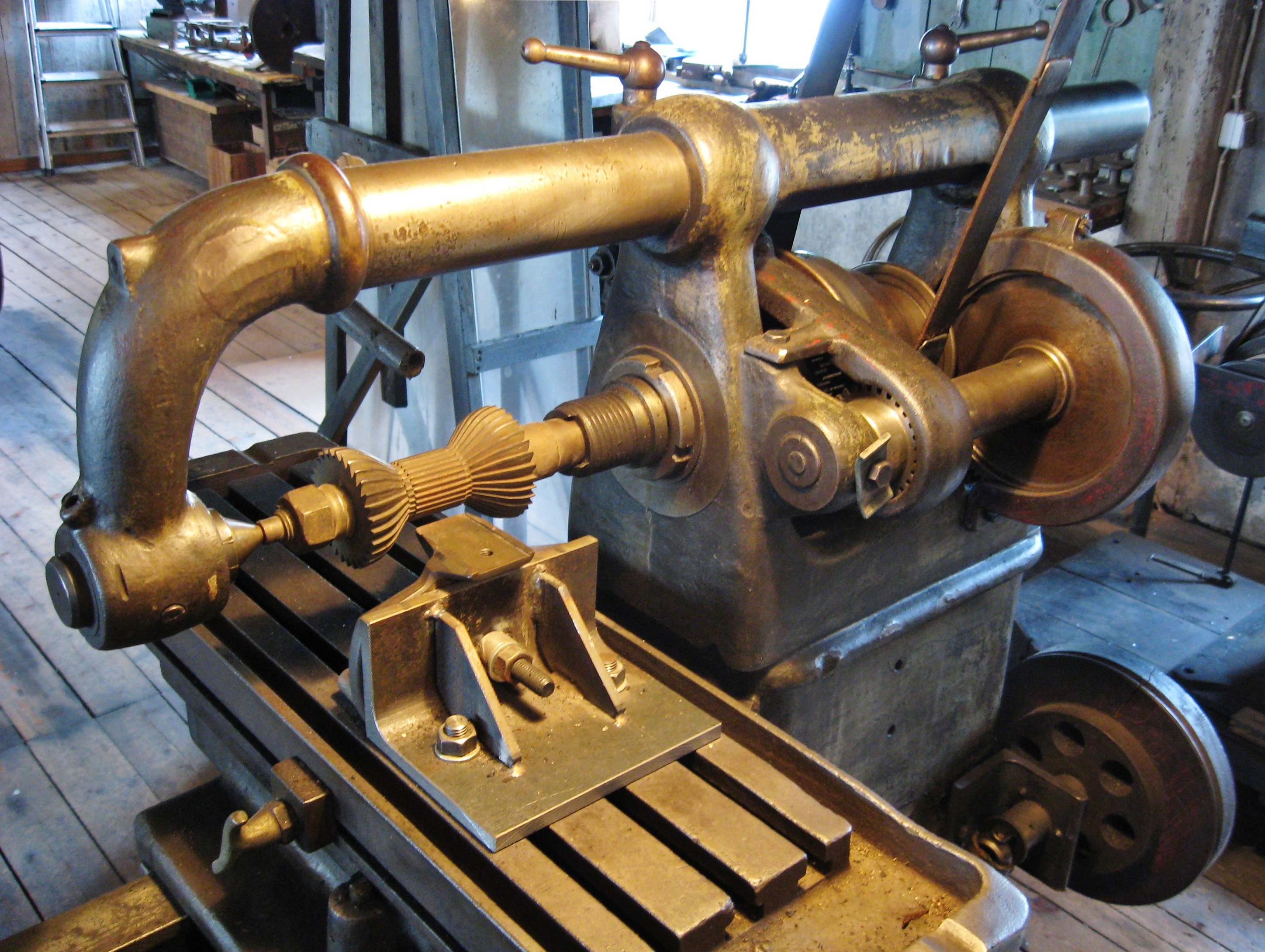
Zahnradfräsmaschine
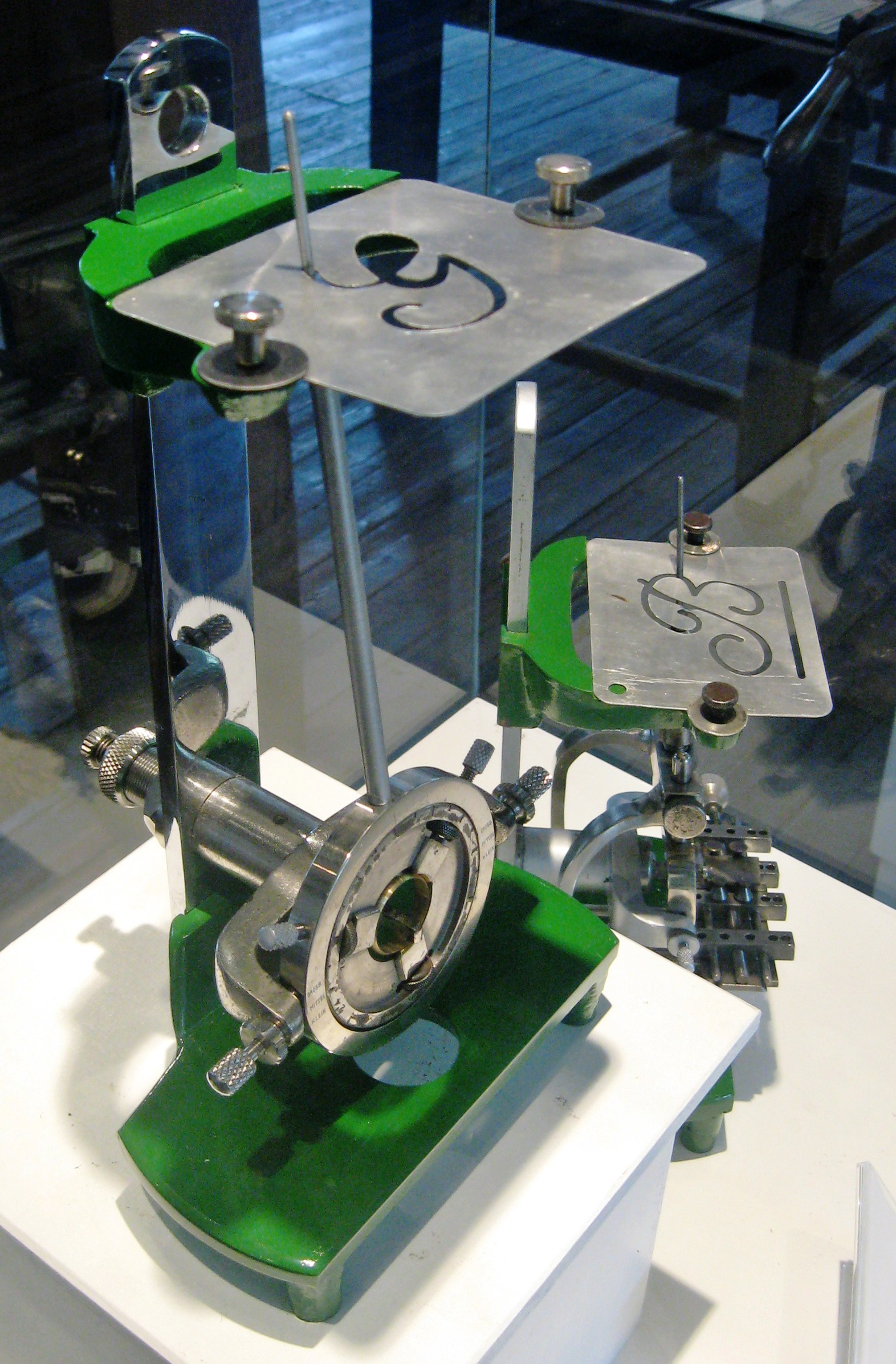
Vom Firmengründer entwickelte und patentierte Trauringgraviermaschine